# 二次有機氣溶膠
二次有機氣溶膠簡稱SOA，是大氣中的挥发性有机物或是半揮發性有機物因多次氧化後產物形成的氣溶膠。二次有機氣溶膠和一次有機氣溶膠不同，一次有機氣溶膠是直接從生物圈釋放的氣溶膠。二次有機氣溶膠可能是因為氣態有機化合物在多次氧化後的同質成核而產生，或是凝結在已有粒子上而成。氣態物質的蒸氣壓高，表示會揮發，且穩定在氣態。
有機化學物質在氧化後极性增加，揮發性下降，因此讓蒸氣壓下降。在多次氧化後，蒸氣壓很低，讓部份化學物質由氣態變成固態，產生二次有機氣溶膠。
在对流层中的氣溶膠中，有相當部份是二次有機氣溶膠。

## 書目
- Lewis, Alastair C.  (PDF). Science. 2018, 359 (6377): 744–745. Bibcode:2018Sci...359..744L. PMID 29449479. S2CID 206665968. doi:10.1126/science.aar4925.
- McDonald, Brian C.; De Gouw, Joost A.; Gilman, Jessica B.; Jathar, Shantanu H.; Akherati, Ali; Cappa, Christopher D.; Jimenez, Jose L.; Lee-Taylor, Julia; Hayes, Patrick L.; McKeen, Stuart A.; Cui, Yu Yan; Kim, Si-Wan; Gentner, Drew R.; Isaacman-Vanwertz, Gabriel; Goldstein, Allen H.; Harley, Robert A.; Frost, Gregory J.; Roberts, James M.; Ryerson, Thomas B.; Trainer, Michael. . Science. 2018, 359 (6377): 760–764. Bibcode:2018Sci...359..760M. PMID 29449485. doi:10.1126/science.aaq0524 .